# Fehérfenekű rigótimália
A fehérfenekű rigótimália (Turdoides leucopygia) a madarak osztályának verébalakúak (Passeriformes) rendjébe és a Leiothrichidae családjába tartozó faj.
A magyar neve forrással, nincs megerősítve.

## Rendszerezése
A fajt Eduard Rüppell német természettudós írta le 1840-ben, az Ixos nembe Ixos leucopygius néven.

## Alfajai
- Turdoides leucopygia lacuum (Neumann, 1903)
- Turdoides leucopygia leucopygia (Rüppell, 1837)
- Turdoides leucopygia limbata (Rüppell, 1845)
- Turdoides leucopygia omoensis (Neumann, 1903)
- Turdoides leucopygia smithii (Sharpe, 1895)[2]

## Előfordulása
Kelet-Afrikában, Dél-Szudán, Eritrea, Etiópia, Szomália és Szudán területén honos. Zambiai jelenléte bizonytalan.
Természetes élőhelyei a szubtrópusi vagy trópusi hegyi esőerdők és magaslati cserjések, folyók és patakok környékén. Állandó, nem vonuló faj.

## Megjelenése
Testhossza 25-27 centiméter, testtömege 63-93 gramm.

## Életmódja
Feltehetően gerinctelenekkel, bogyókkal és magvakkal táplálkozik.

## Természetvédelmi helyzete
Az elterjedési területe nagyon nagy, egyedszáma pedig stabil. A Természetvédelmi Világszövetség Vörös listáján nem fenyegetett fajként szerepel.